# XVI. Armeekorps (Wehrmacht)
Das Generalkommando XVI. Armeekorps war ein deutsches Armeekorps der Wehrmacht im Zweiten Weltkrieg. Das Korps kam 1939 in Polen und 1940 im Westfeldzug zum Einsatz.
Im Herbst 1944 erfolgte an der nördlichen Ostfront im Baltikum eine Neuaufstellung des Armeekorps.

## Geschichte
Das XVI. Armeekorps wurde im Februar 1938 in Berlin im Wehrkreis III aufgestellt und nahm im März 1939 an der Besetzung der restlichen Tschechoslowakei teil.

### 1939
Zu Beginn des Angriffskrieg gegen Polen (Fall Weiss) war das Korps der 10. Armee unterstellt und umfasste die 1. und 4. Panzer-Division sowie die 31. Infanterie-Division. Ab dem 1. September 1939 rückte das Korps in Richtung Warthe vor und überquerte den Fluss am nächsten Tag. Unmittelbar nach der Schlacht bei Radom am 8. und 9. September wurden die Weichsel-Brücken bei Dęblin und Kozienice erreicht und dadurch der Ring um fünf polnische Infanteriedivisionen und eine Kavalleriebrigade geschlossen. Die Kämpfe um den Kessel dauerten noch bis zum 13. September. Die Masse des Korps, die 4. Panzer-Division und die 31. Infanterie-Division, waren bereits weiter nach Warschau vorgerückt. Ein Versuch der 4. Panzerdivision, die Hauptstadt Polens im Handstreich einzunehmen, scheiterte. Ab dem 13. September 1939 wurden die 1. und 4. Panzerdivision an die Bzura bei Sochaczew verlegt. Hier nahm das Korps bis zum 19. September an der Schlacht an der Bzura teil. Im Dezember 1939 verlegte das Korps nach Westen an den Niederrhein.

### 1940
Zu Beginn des Westfeldzuges, am 10. Mai 1940 war das Korps im Rahmen der 6. Armee im Raum Aachen konzentriert. Unterstellt waren die 3. Panzer-Division sowie die 20. Infanterie-Division (mot.). Am ersten Tag rückte das Korps durch Südlimburg vor und überquerte die Maas. Am nächsten Tag wurde der Albertkanal nördlich von Fort Eben-Emael überquert. Am 12. und 13. Mai 1940 kam es zu schweren Panzerschlachten mit der französischen 2. und 3. Leichten mechanisierten Division. Die deutschen Panzer hatten zunächst Schwierigkeiten mit den schwerer gepanzerten französischen Tanks, konnten aber die Oberhand gewinnen. Bei der Verfolgung durchbrach das Korps zwischen dem 14. und 16. Mai 1940 die Dyle-Linie. Anschließend wurde der Vormarsch nach Westen begonnen, wobei das Korps Teil des großen Panzerdurchbruches wurde, der bis zum Ärmelkanal zielte. Zwischen dem 24. Mai und dem 5. Juni 1940 nahm das Korps an der Schlacht von Dünkirchen teil. Am Ende dieser Schlacht wurde das Korps an den Fluss Somme östlich von Amiens verlegt.
Während der zweiten Phase des Feldzuges wurde das Korps ab dem 5. Juni für den Durchbruch der Weygand-Linie eingesetzt. Es folgte eine Verlegung in den Osten von Paris und am 12. Juni 1940 rückte das Korps mit der 3. und 4. Panzerdivision Seite an Seite über die Marne bei Château-Thierry vor und stieß nach Südosten durch. Die Truppen überquerten die Seine westlich von Troyes und am 18. Juni 1940 wurden Dijon und Beaune erreicht. Zum Zeitpunkt des Waffenstillstands vom 22. Juni 1940 hatten das Korps und seine Divisionen (3. und 4. Panzerdivision, 13. Infanterie-Division (mot.), Regiment Großdeutschland und SS-Panzergrenadier-Regiment 4 „Der Führer“) eine Position um Lyon erreicht und lag damit weit vor den anderen deutschen Truppen. Nach dem Feldzug wurde das Korps im Juli 1940 wieder in die Heimat verlegt. Im September 1940 zog es um Danzig herum weiter nach Ostpreußen.

### Auflösung durch Umbenennung
Das XVI. Armeekorps wurde am 17. Februar 1941 in Ostpreußen in die Panzergruppe 4 umgewandelt.

### Neuaufstellung 1944
Das Kommando wurde im Juli 1944 zunächst als Generalkommando z.b.V. Kleffel (81. und 93. Infanterie-Division) im Verband der 16. Armee im Raum Riga reaktiviert. Am 20. Oktober 1944 erfolgte die Umbenennung in XVI. Armeekorps, das Generalkommando war bis zum Kriegsende im Mai 1945 im Kurlandkessel eingeschlossen. Ende November 1944 waren dem Korps die 281., 227. und 81. Infanterie-Division zugeteilt.

### Ende in Kurland 1945
Anfang März 1945 waren dem Kommando die 81. Infanterie-Division, die 300. Infanterie-Division z. b. V. und der Stab der 21. Luftwaffen-Feld-Division unterstellt.
Am Tag der Kapitulation der Heeresgruppe Kurland am 8. Mai 1945 stand das Korps den linken Flügel der 16. Armee und war gegenüber der sowjetischen 1. Stoßarmee etwa an der Linie Viesati-Abava-Lestene eingesetzt, zuletzt waren die 218., 205. und die 81. Infanterie-Division an den Abwehrkämpfen beteiligt, während die 300. Div. z.b.V. Tukkum und die Küste bis zur Rigaer Bucht sicherte.

## Kommandeure
Kommandiere Generale
- Generalleutnant Guderian 4. Februar 1938 – 20. November 1938
- Generaloberst Erich Hoepner, 24. November 1938 bis Februar 1941
- General der Kavallerie Philipp Kleffel, 4. Juli bis 20. Oktober 1944
- Generalleutnant Horst von Mellenthin, 20. Oktober 1944 bis 20. November 1944
- General der Kavallerie Philipp Kleffel, November 1944 bis Dezember 1944 (unbelegt)
- General der Infanterie Ernst-Anton von Krosigk, 20. November 1944 bis 7. April 1945
- Generalleutnant Gottfried Weber, 7. April 1945 – 8. Mai 1945